# Goldbergbau in Wales

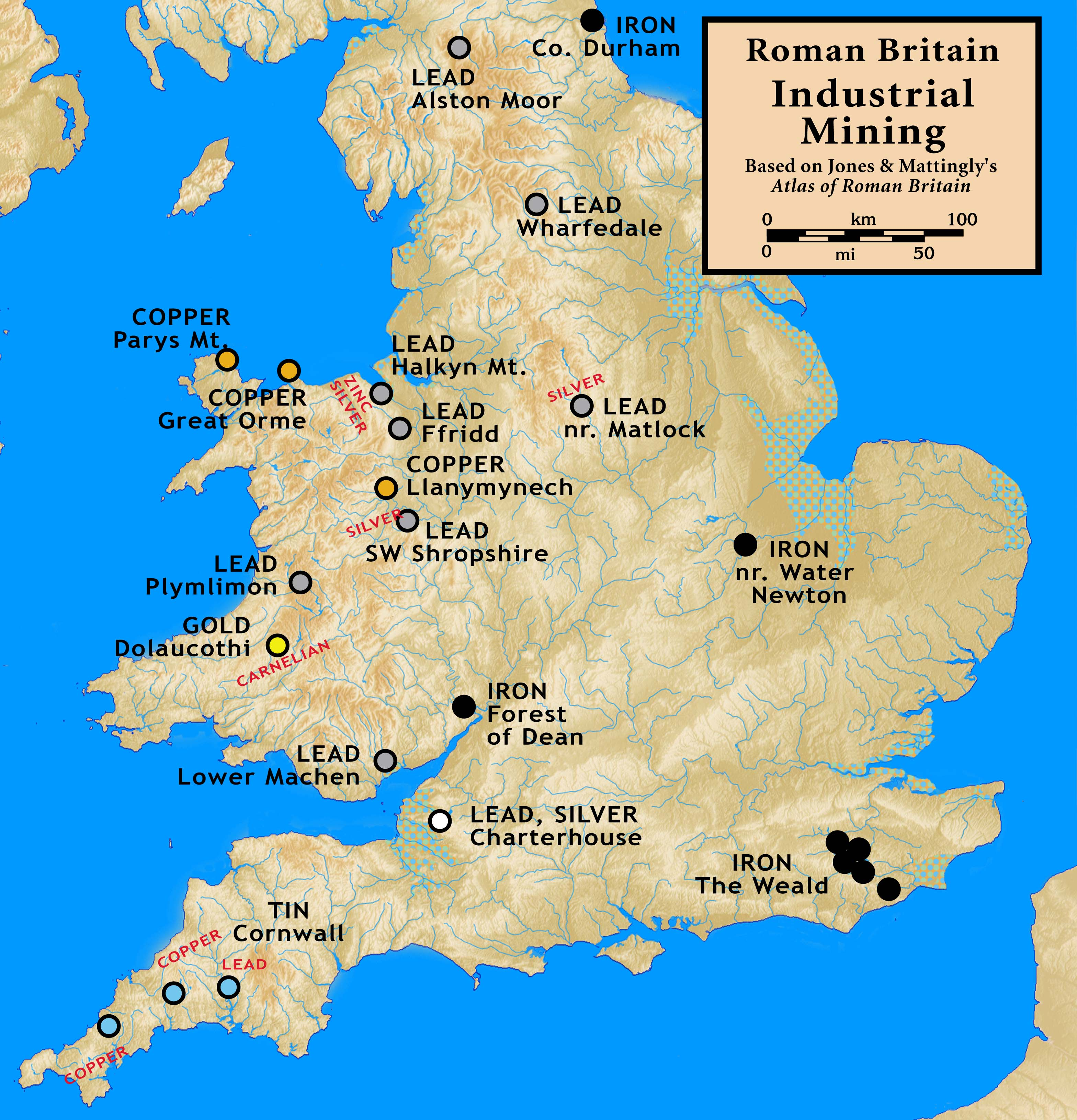
Römische Minen

Der Goldbergbau in Wales wird seit der Römerzeit betrieben. Obertägig wurde Gold in Wales bereits in der Vorzeit gewonnen, weil es leicht aus dem Felsen gelöst werden konnte. Im Gegensatz zu südafrikanischem Gold, das stark mit Gestein vermischt ist und Erträge von einer Viertel Unze jede Tonne liefert, erbringt das reinere walisische Gold bis zu 30 Unzen pro Tonne. Zu Torques verarbeiteter Goldschmuck wird seit der La-Tène-Zeit getragen. 
Die walisischen Goldvorkommen liegen in einem breiten Streifen an der Westseite von Barmouth in Gwynedd über Dolgellau in Snowdonia bis nach Dyfed. Bei Llanbedr in Gwynedd liegen die „Roman Steps“, ein Pfad mit einer Steintreppe, die in die Berge zur alten Goldmine von Bony Dhu führt. 
Es gibt heute drei Goldminen in Wales.
- Dolaucothi-Goldminen, in der Nähe von Pumsaint in Dyfed, betrieben vom National Trust, kann besichtigt werden. Die Mine wurde von den Römern betrieben, lag danach aber Jahrhunderte verlassen da. Der Neubetrieb im 19. Jahrhundert dauerte bis zur Schließung im Jahre 1938.
- Gwynfynydd-Goldminen in Dolgellau, begannen in den 1860er Jahren mit dem Betrieb und haben sich als eine der reichsten Goldminen in Großbritannien erwiesen. Die Goldmine wurde restauriert, nachdem sie eine Zeit inaktiv war, und ist seitdem wieder in Produktion. Sie lieferte seit 1884 mehr als 2000 Unzen Feingold pro Jahr. Besucher erhalten die Gelegenheit zur Besichtigung der Goldmine.
- Clogau-Goldmine in Bontddu, in der Nähe von Barmouth, ist eine in Betrieb befindliche Goldmine, die nicht für die Öffentlichkeit zugänglich ist.